# Co-link
A tecnologia co-link foi desenvolvida em 2003 por Alex Primo e permite que qualquer pessoa possa criar novos links em um texto já existente e/ou acrescentar novos destinos a um link já criado. 
A possibilidade de criação coletiva de links é considerada por muitos teóricos como uma questão política. A inclusão de novos caminhos, por meio de links, dentro de um texto seria uma forma de controlar a gama de informações que um leitor poderia obter. Dessa forma, o programador dos links teria poder sobre este usuário e o conduziria por diversos outros textos de modo a reafirmar sua intenção.

## Trilhas associativas
Diversas associações podem ser feitas à mesma palavra ou ideia. A tecnologia segue o modelo idealizado por Vannevar Bush – proposição do Memex, Memory Extension – de criação de próprias trilhas de associação aproximando informações disponíveis.
Ao clicar no link, ficará visível para o usuário um pequeno menu com uma lista de destinos que podem ser selecionados.
Cada inserção no menu é chamada de co-link. Desta maneira, as possibilidades de navegação se multiplicam.
É possível incluir novos co-links no menu. O passo a passo pode ser visto nessa animação[ligação inativa].
O internauta pode incluir nova URL, dar sua identificação e seu e-mail. Depois disso, toda vez que alguém acessar o link, o menu apresentará essas informações na descrição do co-link.

## Aplicações e receios para o futuro
Essa nova tecnologia pretende revolucionar a navegação na Internet, tornando as contribuições cada vem mais colaborativas e democráticas. Em contrapartida, há quem diga que ela será barrada pelo marketing comercial, já que grandes empresas podem infestar todos os links com redirecionamentos para suas páginas.
É possível criar uma página utilizando a tecnologia Co-link a partir do site do projeto[ligação inativa].